# Comuna Păltinoasa, Suceava
Păltinoasa este o comună în județul Suceava, Bucovina, România, formată din satele Capu Codrului și Păltinoasa (reședința).

## Obiective turistice
- Biserica romano-catolică din Păltinoasa - construită în 1912

## Demografie
Componența etnică a comunei Păltinoasa
     Români (82,81%)
     Romi (11,88%)
     Alte etnii (0,13%)
     Necunoscută (5,18%)
Componența confesională a comunei Păltinoasa
     Ortodocși (88,61%)
     Penticostali (3,84%)
     Romano-catolici (1,69%)
     Alte religii (0,56%)
     Necunoscută (5,3%)
Conform recensământului efectuat în 2021, populația comunei Păltinoasa se ridică la 6.021 de locuitori, în creștere față de recensământul anterior din 2011, când fuseseră înregistrați 4.909 locuitori. Majoritatea locuitorilor sunt români (82,81%), cu o minoritate de romi (11,88%), iar pentru 5,18% nu se cunoaște apartenența etnică. Din punct de vedere confesional, majoritatea locuitorilor sunt ortodocși (88,61%), cu minorități de penticostali (3,84%) și romano-catolici (1,69%), iar pentru 5,3% nu se cunoaște apartenența confesională.

## Politică și administrație
Comuna Păltinoasa este administrată de un primar și un consiliu local compus din 15 consilieri. Primarul, Eduard Wendling[*], de la Partidul Social Democrat, este în funcție din 2016. Începând cu alegerile locale din 2024, consiliul local are următoarea componență pe partide politice:
|  | Partid                          | Consilieri | Componența Consiliului | Componența Consiliului | Componența Consiliului | Componența Consiliului | Componența Consiliului | Componența Consiliului | Componența Consiliului | Componența Consiliului | Componența Consiliului | Componența Consiliului |
|  | ------------------------------- | ---------- | ---------------------- | ---------------------- | ---------------------- | ---------------------- | ---------------------- | ---------------------- | ---------------------- | ---------------------- | ---------------------- | ---------------------- |
|  | Partidul Social Democrat        | 10         |                        |                        |                        |                        |                        |                        |                        |                        |                        |                        |
|  | Partidul Național Liberal       | 4          |                        |                        |                        |                        |                        |                        |                        |                        |                        |                        |
|  | Alianța pentru Unirea Românilor | 1          |                        |                        |                        |                        |                        |                        |                        |                        |                        |                        |

## Recensământul din 1930
Componența etnică a comunei Păltinoasa
     Români (72,14%)
     Germani (25,46%)
     Evrei (0,86%)
     Ruși (0,43%)
     Polonezi (1,11%)
Componența confesională a comunei Păltinoasa
     Ortodocși (72,14%)
     Romano-catolici (26,63%)
     Mozaici (0,86%)
     Altă religie (0,37%)
Conform recensământului efectuat în 1930, populația comunei Păltinoasa se ridica la 1.622 locuitori. Majoritatea locuitorilor erau români (72,14%), cu o minoritate de germani (25,46%), una de ruși (0,43%), una de evrei (0,86%) și una de polonezi (1,11%). Din punct de vedere confesional, majoritatea locuitorilor erau ortodocși (72,14%), dar existau și minorități de romano-catolici (26,63%) și mozaici (0,86%). Alte persoane au declarat: evanghelici\luterani (5 persoane) și greco-catolici (1 persoană).